# 村山喜一郎
村山 喜一郎（むらやま きいちろう、1872年9月27日（明治5年8月25日）- 1967年（昭和42年）2月28日）は、日本の政治家。衆議院議員（2期）。

## 経歴
秋田県秋田郡、のちの南秋田郡土崎港町（現秋田市）出身。呉服商と林業を営む。秋田汽船(株)取締役、土崎港町議、南秋田郡会議員、同議長、秋田山林会、帝国森林会各評議員、同理事、大日本山林会理事、県山林会副会長、北海道林業会顧問となる。
1920年の第14回衆議院議員総選挙において秋田2区から憲政会公認で立候補したが53票差で落選。選挙後、訴えが認められ、1921年に議員となった。1924年の第15回衆議院議員総選挙では政友本党公認で立候補して再選した。衆議院議員を2期務めた。1928年の第16回衆議院議員総選挙には立候補しなかった。1967年死去。